# Näsets församling
Näsets församling är en församling i Göteborgs södra kontrakt i Göteborgs stift. Församlingen ligger i Göteborgs kommun i Västra Götalands län och ingår i Västra Frölunda pastorat.

## Administrativ historik
Församlingen bildades 1995 genom en utbrytning ur Tynnereds församling och utgjorde från 2000 ett eget pastorat, för att därefter från 2018 ingå i Västra Frölunda pastorat.

## Kyrkor
- Näsets kyrka